# جيمس هنري لوكوود
جيمس هنري لوكوود هو محامي وشخصية أعمال وسياسي أمريكي، ولد في 7 ديسمبر 1793، وتوفي في 24 أغسطس 1857 في برايري دو شين في الولايات المتحدة.